# Années 120 av. J.-C.
Les années 120 av. J.-C. couvrent les années de 129 av. J.-C. à 120 av. J.-C.

## Événements

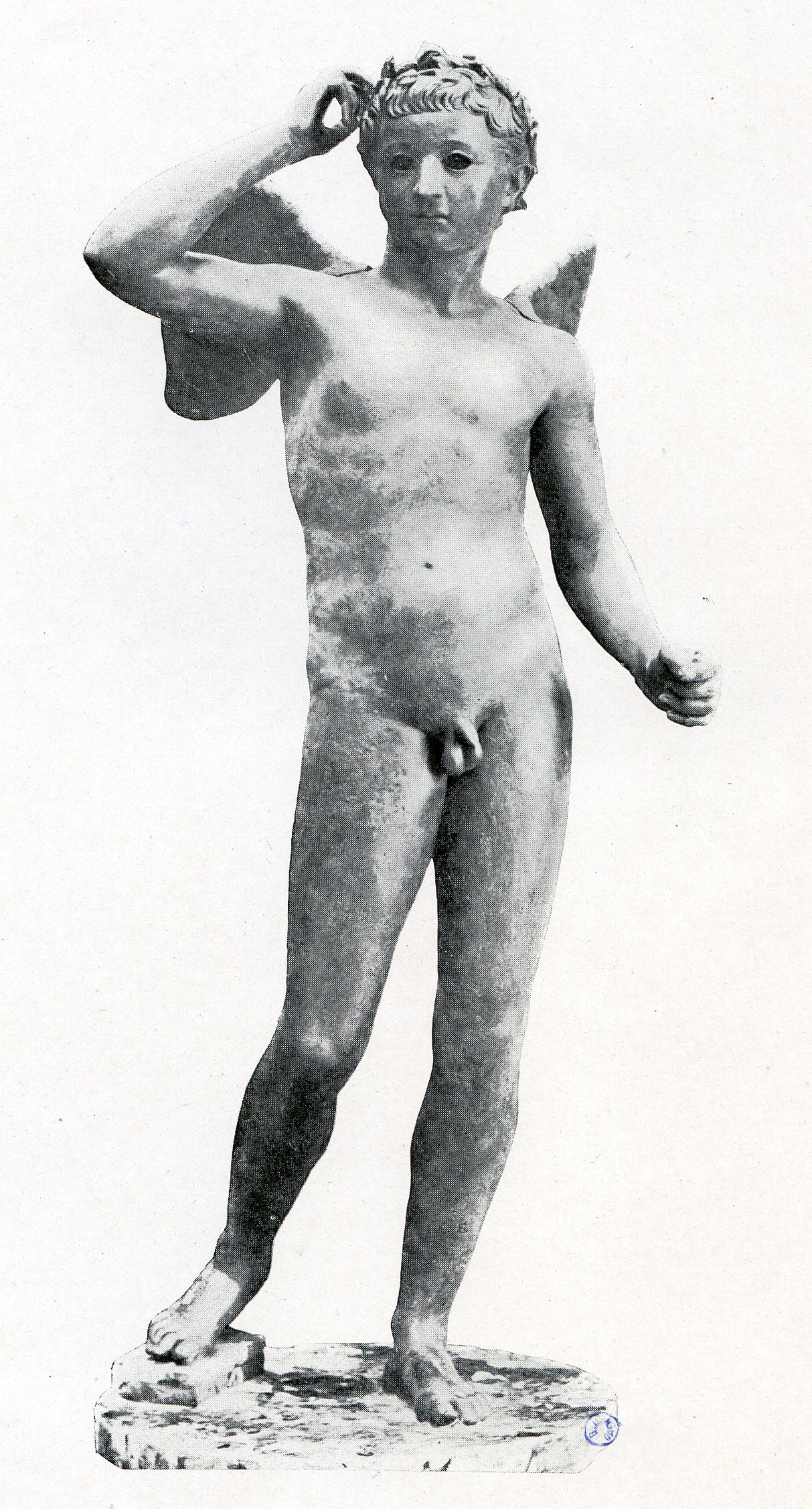
Agon, statue d’Éros retrouvée dans les fouilles de l'épave de Mahdia, avec le bras restauré, datée d’environ 125 av. J.-C.

- 133 av. J.-C. : reprise de la guerre entre les Xiongnu et les Han. Les Xiongnu sont battus à plusieurs reprises par les Chinois et doivent traiter avec eux (127, 124, 123, 121, 119 av. J.-C.)[1].
- 129 av. J.-C. : organisation de la province romaine d'Asie après la révolte d’Aristonicos[2].
- Vers 128-124 av. J.-C. : règne du roi des Parthes Artaban II[3].
- 127 av. J.-C. : Hyspaosinès fonde le royaume de Characène à l'embouchure du Tigre et de l'Euphrate[4].

- 124-121 av. J.-C. : premières interventions des Romains en Gaule transalpine. Victoire sur les Salyens, les Allobroges et les Arvernes[5].
- 123-122 av. J.-C. : tribunats de Caius Gracchus[6].
- 121 av. J.-C. : victoires romaines sur les Allobroges à Vindalium et sur les Arvernes et leurs alliés à la bataille du confluent[5].

## Personnalités significatives
- Alexandre II Zabinas
- Antiochos VIII
- Artaban II
- Bituitos
- Caius Sempronius Gracchus
- Cléopâtre II
- Cléopâtre Théa
- Fabius Maximus Allobrogicus
- Gnaeus Domitius Ahenobarbus (consul -122)
- Jean Hyrcan Ier
- Lucius Opimius
- Marcus Livius Drusus
- Mithridate II de Parthie
- Mithridate VI
- Ptolémée VIII
- Zhang Qian